# Люкшудья (село, Завьяловский район)
Люкшу́дья — село в Завьяловском районе Удмуртии, входит в Шабердинское сельское поселение. Расположено в 17 км к северо-западу от центра Ижевска, в 2 км от реки Иж. В селе находится железнодорожная пассажирская и грузовая станция Люкшудья, принадлежащая к участку Пибаньшур-Алнаши, идущему через Ижевск. У Люкшудьи от него отходит ответвление к Уве и далее — к Кильмезю. До Ижевска ходят электропоезда Балезино-Ижевск и Ува-1 — Ижевск.
Название село получило от станции, которая, в свою очередь, была названа по находящейся неподалёку деревне Люкшудья. Слово «Люкшудья» происходит из удмуртского языка: люк — 'груда, куча', шудья — 'счастье, счастливое племя'.

## История
Люкшудья возникла возле железнодорожной станции, открывшейся в 1915 году. В 1922 году станция Люкшудья входит во вновь образованный Шабердинский сельсовет.
В 2004 году постановлением Госсовета Удмуртской республики, станция и поселок Люкшудья преобразовывается в село Люкшудья.

## Население
| 2010 | 2012 |
| ---- | ---- |
| 908  | ↗912 |

## Экономика и социальная сфера
Значительная часть жителей села обслуживает пассажирскую и грузовую станцию Люкшудья и работает в Люкшудьинском леспромхозе, филиале ГП «Удмуртлеспром».
В Люкшудье работают МОУ «Люкшудьинская основная общеобразовательная школа», МДОУ «Люкшудьинский детский сад», фельдшерско-акушерский пункт, клуб.

## Улицы
| - 40 лет Победы улица - 50 лет Победы улица - Бамовская улица - Вокзальная улица - Восточная улица - Кирова улица - Комсомольская улица - Кордон линия - Лесная улица - Молодёжная улица - Нагорная улица | - Октябрьская улица - Песочная улица - Подлесная улица - Полевая улица - Садовая улица - Свободы улица - Северная улица - Советская улица - Спортивная улица - Станционная улица - Юбилейная улица |  |